# 松風號列車
松風（日语： Matsukaze */?）號列車是由日本國有鐵道（國鐵）行走於京都站/大阪站至松江站/博多站之間的特別急行列車。列車途經東海道本線、福知山線、山陰本線、山陽本線（只限幡生站至門司站）和鹿兒島本線。

## 概要
在1961年，山陰本線首架特急列車「松風」開始行走，當時行走於京都站至松江站之間。京都站至福知山站之間途經東海道本線和福知山線。在1964年，行走區間變更為京都站至博多站之間，由於客量增加，使列車由6卡增至9卡（但是，7至9號車廂只行走於京都至米子之間）。後來在1968年增至12卡編成。
在1972年3月，山陽新幹線岡山站啟用，連接新大阪和山陰本線米子以西的特急列車「八雲」，由途經福知山線，改為途經伯備線，並且行走區間改為岡山至益田之間。為了補償途經福知山線和福知山至鳥取之間的服務，「松風」增加了1個往返班次（松風2、3號），新增的班次行走於大阪站至鳥取站之間，該班次承繼了「（舊）八雲」的時間表。同年10月起，新設了連接京都與山陰地方（途經綾部站）的特急「朝潮」，因此「松風」當日起統一於大阪站/新大阪站到發。
在1985年3月時間表修正中，「松風」1號、4號不再駛入博多站，所有班次（2個往返班次）統一於米子站到發（同時1號、4號不再連結餐車。米子站至博多站之間由「磯風」承繼）。在1986年11月，福知山線全線電氣化，「松風」被廢除，由「北近畿」（現時：「東方白鸛」）。
「松風」這個名稱由來有別於一般的特急列車，並非因沿線內某些特別自然現象或地名而命名，而是純綷將一個自然現象—「從松林中吹來的風」套於本列車上而已。

### 八雲
在1965年，開設了行走於新大阪站至濱田站之間（途經福知山線）的特急「八雲」，設有1個往返班次。當時該列車成為了東海道新幹線的接駁列車，連接山陰地方各處。列車會在中午12時從新大阪站開出，這個出發時間不只方便商務客，還方便了溫泉客前往山陰地方一帶的溫泉地區，特別是在週末較難購入特急券。因此，列車在1970年由7卡增至9卡，在1971年增至12卡編成，同時連結餐車和綠色車廂。
隨著山陽新幹線岡山站啟用，連接山陰本線米子〜益田之間與京阪神之間的鐵路服務由山陽新幹線及於岡山站到發的特急（新）「八雲」負責，新的「八雲」途經伯備線。同日，（舊）「八雲」不再行走鳥取以西區間，同時改於大阪站到發及併入至「松風」。
列車名稱「八雲」取自出雲市所在地的舊國名出雲國枕詞化稱呼。

## 歷史
- 1961年（昭和36年）10月1日：實施名為「3·6·10（日语：サンロクトオ）」的時間表修正。開設行走於京都站至大阪站至松江站之間（途經東海道本線、福知山線和山陰本線）的特急「松風」。當初在福知山線內完全不停站。下行第一班列車由於車輛故障的關係，於福知山站把故障的車輛分離，同時關閉了餐食[1]。
- 1964年（昭和39年）3月20日：「松風」的行走區間改為京都站至博多站之間。
- 1965年（昭和39年）10月1日：開設行走於新大阪站至濱田站之間的特急「八雲」。但是由於車務調動的關係，實際上於翌月11月1日才開始行走。
- 1966年（昭和41年）12月12日：「松風」開始停靠寶塚站。
- 1972年（昭和47年）
  - 3月15日：隨著山陽新幹線岡山站啟用而實施時間表修正（1972年3月15日日本國鐵時間表修正（日语：1972年3月15日国鉄ダイヤ改正））。途經福知山線的「八雲」縮短為大阪至鳥取之間，同時併入至「松風」。另一方面，原本途經伯備線，行走於新大阪至出雲市的「隱岐」改名為「八雲」，同時改為行走於岡山至益田之間，成為了接駁新幹線的特急列車。
  - 10月2日：「松風」1號、2號的運輸區間變更。下行改於從大阪站出發，上行改於前往新大阪站。
- 1982年（昭和57年）
  - 7月1日：「松風」3、2號的行走區間改為大阪站至米子站之間。
  - 11月15日：「松風」3、2號開始停靠篠山口站。

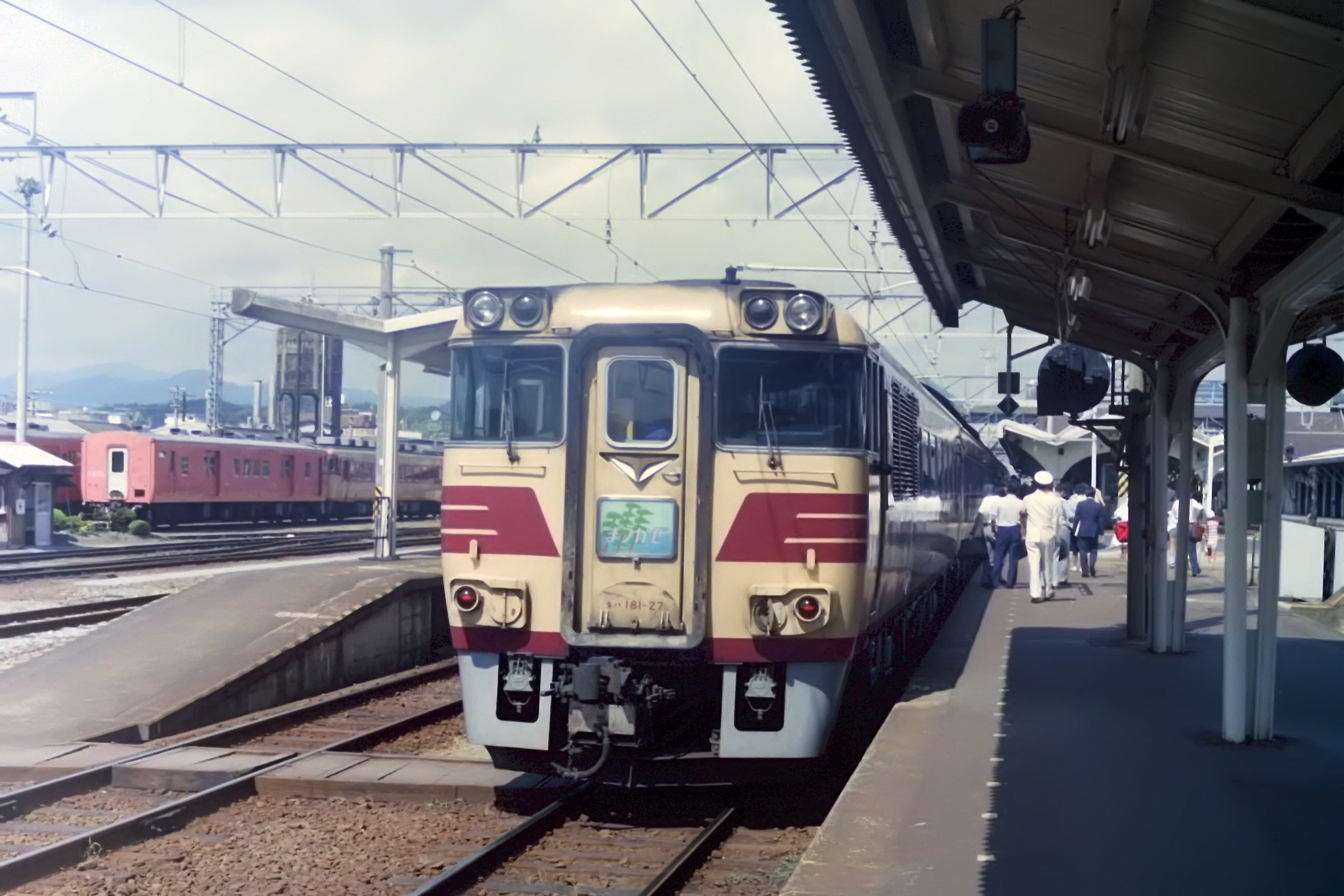
停靠在福知山站的KiHa181
特急「松風」

- 1984年（昭和59年）2月1日：三田站成為特急停車站。所有特急班次均停靠篠山口站。
- 1985年（昭和60年）3月14日：實施時間表修正（1985年3月14日日本國鐵時間表修正（日语：1985年3月14日国鉄ダイヤ改正））。「松風」1、4號不再駛入博多站，改於米子站到發[2]。
  - 米子站至博多站之間由新設特急「磯風」承繼。但是，下行「磯風」的時間提早了，「磯風」的行走時間帶與時間表修正前的急行「三瓶3號」相近。因此「松風」1號不能轉乘「磯風」。上行「松風」4號的時間也提早了，因此上行「磯風」不可轉乘「松風」4號。
- 1986年（昭和61年）11月1日：福知山線寶塚站至山陰本線城崎站之間電氣化，設有以下變更。
  - 特急「松風」、急行「大山」（只限日間行走的班次）和「丹波」合併為L特急「北近畿」，共有10個往返班次。
  - 隨著「松風」除廢除。使「濱風」增加1個往返班次，行走於大阪至米子之間，途經播但線。

## 注腳

## 外部連結
- 特急「松風」 （页面存档备份，存于）（日語） - 鐵道com